# Nitrato reduttasi
La ossido nitroso reduttasi è un enzima appartenente alla classe delle ossidoreduttasi, che catalizza la seguente reazione:
nitrito + accettore ⇄ nitrato + accettore ridotto
L'enzima di Pseudomonas è un citocromo, ma l'enzima di Micrococcus halodenitrificans è una proteina contenente ferro e molibdeno.